# Sonia Dybová-Jachowicz
Sonia Dybová-Jachowicz (ur. 27 listopada 1930 w Ostrawie, w Czechosłowacji, zm. 2 maja 2014 w Sosnowcu) – polski geolog, specjalista w zakresie palinologii i palinostratygrafii karbonu, permu i triasu.

## Młodość
Pochodziła z rodziny górniczej. Rodzina ojca pochodziła z okolic Wieliczki, Bochni i Nowego Sącza, natomiast matki z okolic Kalwarii Zebrzydowskiej.
Do szkoły podstawowej i gimnazjum uczęszczała podczas II wojny światowej. Gimnazjum ukończyła w 1948.
Następnie wstąpiła na Wydział Przyrodniczy Uniwersytetu Masaryka w Brnie. Podczas studiów, w 1951, otrzymała stypendium do Akademii Górniczo-Hutniczej w Krakowie. Tam, w Zakładzie Złóż Węgla, pod kierunkiem prof. Tadeusza Bocheńskiego, wybitnego znawcy formacji węglonośnych, zwłaszcza Górnośląskiego Zagłębia Węglowego, prowadziła badania palinologiczne karbonu czeskiej części GZW.
Efektem końcowym tych badań było opracowanie Analiza mikrosporowa jako jedna z nowych metod badań i jej praktyczne zastosowanie w przemyśle węglowym. W pracy była omówiona metodyka uzyskiwania mikrospor z pokładów węgla humusowego oraz stratygrafia węglonośnych osadów fragmentu karbonu: namur A– westfal B (warstwy ostrawskie i karwińskie). Była to jedna z pierwszych na świecie prób podziału stratygraficznego karbonu na podstawie mikrospor, występujących powszechnie w substancji węglowej. Na podstawie tego opracowania Sonia Dvbova w 1953 otrzymała stopień doktora nauk przyrodniczych na Wydziale Przyrodniczym Uniwersytetu Masaryka w Brnie. Po otrzymaniu doktoratu czechosłowackie Ministerstwo Paliw i Energetyki ponownie skierowało ją do AGH w Krakowie w celu uzupełnienia wiedzy.

## Praca
W latach 1953-1958 pracowała jako kierownik Ośrodka Naukowo-Badawczego przy przedsiębiorstwie Uhelny Pruzkum w Ostrawie, a następnie jako pracownik naukowy w Statnim Geologicky’m Ustavu w Ostrawie. Prowadziła tam kolejne prace z zakresu palinologii karbonu GZW.
W 1959 wyszła za mąż za Aleksandra Jachowicza, polskiego palinologa, kierownika Oddziału Górnośląskiego Instytutu Geologicznego w Sosnowcu, profesora Uniwersytetu Śląskiego. Na początku 1961 przeniosła się wraz z rodziną na stałe do Polski.
Od 1961 do 1966 Sonia Dybova-Jachowicz była zatrudniona w Oddziale Górnośląskim Instytutu Geologicznego w Sosnowcu na stanowisku adiunkta. Zorganizowała laboratorium palinologiczne, którym przez około 20 lat kierowała. W 1966 uzyskała stopień doktora habilitowanego w zakresie palinologii stratygraficznej, nadany przez Radę Naukową Instytutu Geologicznego w Warszawie. Po zrobieniu habilitacji została mianowana na stanowisko docenta. W sierpniu 1984 otrzymała stopień naukowy profesora nadzwyczajnego, nadany przez Radę Państwa PRL. W 1987 otrzymała stopień profesora.
W latach 1980. prowadziła cykl wykładów monograficznych na Wydziale Biologii Uniwersytetu Śląskiego w Katowicach. Po śmierci męża przejęła w 1989 Katedrę Paleontologii i Stratygrafii na Wydziale Nauk o Ziemi Uniwersytetu Śląskiego, którą kierowała do 2004.
W 1988 otrzymała tytuł Dyrektora Górniczego I Stopnia.
Brała udział w międzynarodowych kongresach i konferencjach geologicznych, m.in. w Herlen, Krefeld, Paryżu, Pradze, Moskwie, Ottawie, Pekinie, Mons, Brukseli, Budapeszcie i innych. Uczestniczyła również w pracach Międzynarodowych Komisji Stratygraficznych i Paleontologicznych. W 1993 została Sekretarzem Generalnym Międzynarodowego Kongresu Geologii i Stratygrafii Karbonu i Permu, który odbył się w 1995 w Krakowie.
Była promotorem kilku doktoratów, recenzentem prac doktorskich, habilitacyjnych i wniosków na profesora. Przez dwie kadencje była członkiem Rady Naukowej PIG-Państwowego Instytutu Badawczego. Opublikowała kilkadziesiąt prac naukowych i monografii.
Zmarła niespodziewanie 2 maja 2014 w Sosnowcu.

## Odznaczenia
- Złoty Krzyż Zasługi (1973)
- Krzyż Kawalerski Orderu Odrodzenia Polski (1981)
- Odznaczenie Ministra Górnictwa CSRR
- Złota Odznaka „Zasłużony dla województwa lubelskiego”
- Medal Pięćdziesięciolecia Instytutu Geologicznego
- Medal 30-lecia Polski Ludowej
- Honorowa odznaka dla Lublina
- Srebrna Odznaka „Zasłużony dla polskiej geologii” (1987)
- Odznaka „Zasłużony Pracownik Instytutu Geologicznego”
- Złota Odznaka „Zasłużony dla polskiej geologii”
- Złota Odznaka Państwowego Instytutu Geologicznego (1996)

## Wybrane publikacje
- Dybová S., Jachowicz A., 1956, Stan badań stratygraficznych w Górnośląskim Zagłębiu Węglowym. Przegl. Geol., 11, Warszawa.
- Dybová S., Jachowicz A., 1957, Mikrospory górnośląskiego karbonu produktywnego. Prace IG, t. 33, s. 1-328, Warszawa.
- Dybová S., Jachowicz A., 1957. Identyfikacja pokładów węgla metodą mikrosporową. Przegl. Geol., 5, Warszawa.
- Dybová S., 1958, Granica namuru i westfalu w karbonie produktywnym obszaru ostrawsko-karwińskiego. Kwartalnik Geologiczny, 2(3): s. 507–515. Warszawa.
- Dybová-Jachowiczova S., 1962, Analyza zmen sporologickeho slozeni sloje c.8 na Dole Ludvik v petrvaldske kotline. Sbornik UUG, 22.
- Dybová-Jachowicz S., 1974, Analyse palinologique des sediments rouges salifères du Zechstein Supériour ("Zouber Rouge") á Kłodawa, Pologne. Review of Palaeobotany and Palynology, 17.
- Dybová-Jachowiczowa S., Jagielska L., 1977, Występowanie Acritarcha w cechsztynie świętokrzyskim. Prace Naukowe Uniwersytetu Śląskiego, 192.
- Dybová-Jachowicz S. et. al., 1979, Uwagi wstępne dotyczące rewizji karbońskich megaspor z gulą i podstawy klasyfikacji. Acta Palaeontologica Polonica, v.24, No.4.
- Dybova-Jachowicz S., Jachowicz A., Karczewska J., Lachkar G., Loboziak Stanislas, Pierart Pierre, Turnau E, Żołdani Z., 1979, Note préliminaire sur la revision des megaspores a gula du Carbonifère. Les principes de la classification, Acta Palaeontologica Polonica, vol. 24, No. 4, 411-422.
- Dybová-Jachowicz S., Jachowicz A., Karczewska J., Lachkar G., Loboziak Stanislas, Pierart Pierre, Turnau E., Żołdani Z., 1984, Revision of Carboniferous megaspores with gula. Première partie. Prace IG, 121, 1–49. Warszawa.
- Dybová-Jachowicz S., Jachowicz A., Karczewska J., Lachkar G., Loboziak S., Pierart Pierre, Turnau E., Żołdani Zofia, 1987: Revision of Carboniferous megaspores with gula. Second partie. Prace IG, t. 197, s. 1–44, Warszawa.
- Jachowicz A., Dybová-Jachowicz S., 1994, Paleobotanika. Wydawnictwo UŚ, Katowice. (skrypt).
- Dybová-Jachowicz S., 1995, Granica karbon – perm. W: Carboniferous system in Poland. Prace PIG, t. 148. Warszawa.
- Kruszewska K., Dybová-Jachowicz S., 1997, Zarys petrologii węgla. Wydawnictwo UŚ, Katowice. (skrypt).
- Karczewska J. Dybová-Jachowicz S., 2001, Megaspory. W: L. Malinowska (red.), Budowa Geologiczna Polski. Atlas skamieniałości przewodnich i charakterystycznych. Karbon. T. III, cz.1, z.2, s. 543–571. PIG. Warszawa.
- Dybová-Jachowicz S., Fijałkowska A., Jerzykiewicz J., 2001, Miospory. W: L. Malinowska (red.), Budowa Geologiczna Polski. Atlas skamieniałości przewodnich i charakterystycznych. Perm. T. III, cz.1, z.3, s. 106–161. PIG, Warszawa.
- Dybova-Jachowicz S., Sadowska A. (red.), 2003, Palinologia, pp.441. Polska Akademia Nauk, Kraków.
- Dybova-Jachowicz S., Jachowicz A., 2003, Paleobotanika, pp.210 + 120 pls. Wydawnictwa Uniwersytetu Śląskiego, Katowice.

## Źródła
- Urban H., Zdanowski A., 2016, Sonia Dybova-Jachowicz 1930-2014, Przegl. Geol., Pożegnania, v.64, nr 3, p. 148-149, Warszawa.